# Drehnaer See
Der Drehnaer See ist ein 226 ha großer rekultivierter Tagebausee am gleichnamigen Ort Fürstlich Drehna.

## Lage
Er liegt jeweils etwa zur Hälfte in den Landkreisen Dahme-Spreewald und Oberspreewald-Lausitz in Brandenburg, westlich von Calau. Die Kreisgrenze verläuft etwa in der Mitte durch den See. Östlich des Sees befindet sich die A 13.

## Geschichte
Der See entstand aus einem Restloch des Braunkohletagebaus Schlabendorf Süd und wurde durch Spreewasser zwischen 1999 und 2011 gefüllt. Der Wasserstand des Sees stieg 2014 bis auf 71,88 m ü. NHN an. Das Wasser wird über die Schrake abgeleitet, damit der normale Wasserstand von 70,50 Meter erreicht wird.